# Arbeidstrajectbegeleiding
Arbeidstrajectbegeleiding (kortweg ATB) is een vorm van activeringsbeleid, of het geheel van activiteiten, om gedrag, gedachten en gevoelens van de werkzoekende te beïnvloeden, in combinatie met bemiddeling, zodanig dat diens positie op de arbeidsmarkt verbetert en leidt tot re-integratie.

## Activiteiten
Arbeidstrajectbegeleiding kan bestaan uit voorlichting, bemiddeling, controle (met eventueel sanctie), psychologische diagnose (met eventueel doorverwijzing naar diensten die de werkzoekende uit een psychisch vastgelopen situatie helpen), evaluatie en nazorg.

## Fasen
De fasen binnen arbeidstrajectbegeleiding zijn achtereenvolgens probleemanalyse, gedragsanalyse, omgevingsanalyse, determinantenanalyse (wat bepaalt het probleem), interventie, nazorg, evaluatie en controle.

## Centrale vragen
De arbeidstrajectbegeleider zal een traject opstellen aan de hand van volgende vragen : 
- Wat kan de werkloze en wat is zijn of haar vermogen?
- Wat wil de werkloze?
- Is de werkloze actief op zoek naar werk?
- Wat zijn de persoonlijke belemmeringen die het kunnen en willen tegenhouden?